# Jaroslav Antonov
Jaroslav Antonov, född 10 januari 1963 i Obninsk, är en före detta sovjetisk volleybollspelare.
Antonov blev olympisk silvermedaljör i volleyboll vid sommarspelen 1988 i Seoul. Han är far till volleybollspelaren Oleg Antonov.